# 이스라
이스라(아랍어: الإسر)는 미라지와 동류의 관념으로 카바로부터 예루살렘으로의 무함마드의 야간비상전설(夜間飛翔傳說)이다. <미라지> 항에 인용된 《꾸란》의 동절(同節)의 의미를 옛 하디스에서는 천계에의 승천이라 말하고 미라지와 동일시하고 있다. 두 번째의 설명은 예루살렘의 비상(飛翔)이라는 설로서 우마이야 왕조가 만들어낸 것으로 추정된다. 세 번째의 설은 그것을 환영이라고 보는 설로서 하나님이 무함마드로 하여금 예루살렘의 정경(情景)을 눈앞에 떠오르도록 하였다는 것이다.

## 같이 보기
- 알 이스라